# NGC 2374
NGC 2374 (другое обозначение — OCL 585) — возможно, два рассеянных скопления в созвездии Большой Пёс.
Этот объект входит в число перечисленных в оригинальной редакции «Нового общего каталога».
Относительно компактное скопление более слабых звёзд находится на юго-западном краю более крупной рассеянной группы. Неизвестно, является ли объект одним звёздным скоплением или двумя разными.